# Colegiata de San Pedro de La Romieu
La colegiata de San Pedro de Romieu (en francés: collégiale Saint-Pierre) es un conjunto formado por un claustro, una iglesia, dos torres y los restos de un antiguo palacio, está situado en el pueblo de La Romieu, al norte del departamento de Gers, en Francia .   
La colegiata fue objeto en 1901 de una clasificación al título de monumento histórico de Francia. También es, desde 1998, uno de los bienes individuales incluidos en «Caminos de Santiago de Compostela en Francia», inscrito en el Patrimonio de la Humanidad de la Unesco.

## Historia
Un antiguo priorato fue fundado en La Romieu por dos monjes que, según la tradición, regresaban de una peregrinación a Roma, de ahí el nombre.  En 1312 el cardenal Arnaud d'Aux lo adquirió para fundar allí la colegiata.  Este príncipe de la iglesia, pariente del papa Clemente V y oriundo de La Romieu, fue chamberlain de la corte papal, siendo de alguna manera el verdadero ministro de Finanzas.
La Romieu estaba en la a la Vía Podiensis, en un punto en que confluía el Camino de Auvernia o Vía Auverniensis, una variante de la Vía Lemovicensis que se desviaba en Nevers con dirección a Clermont. Los peregrinos después de más de 600 km se reunían  en La Romieu.

## Arquitectura
Este edificio que constituía una etapa en el Camino de Santiago de Compostela, presenta una alta y larga nave con cuatro crujías, flanqueada por dos torres: una de base cuadradas en la que se encuentra el campanario mientras que la otra, octogonal, contiene, de abajo a arriba, la sacristía, la antigua sala capitular, la sala de archivos y un belvedere.

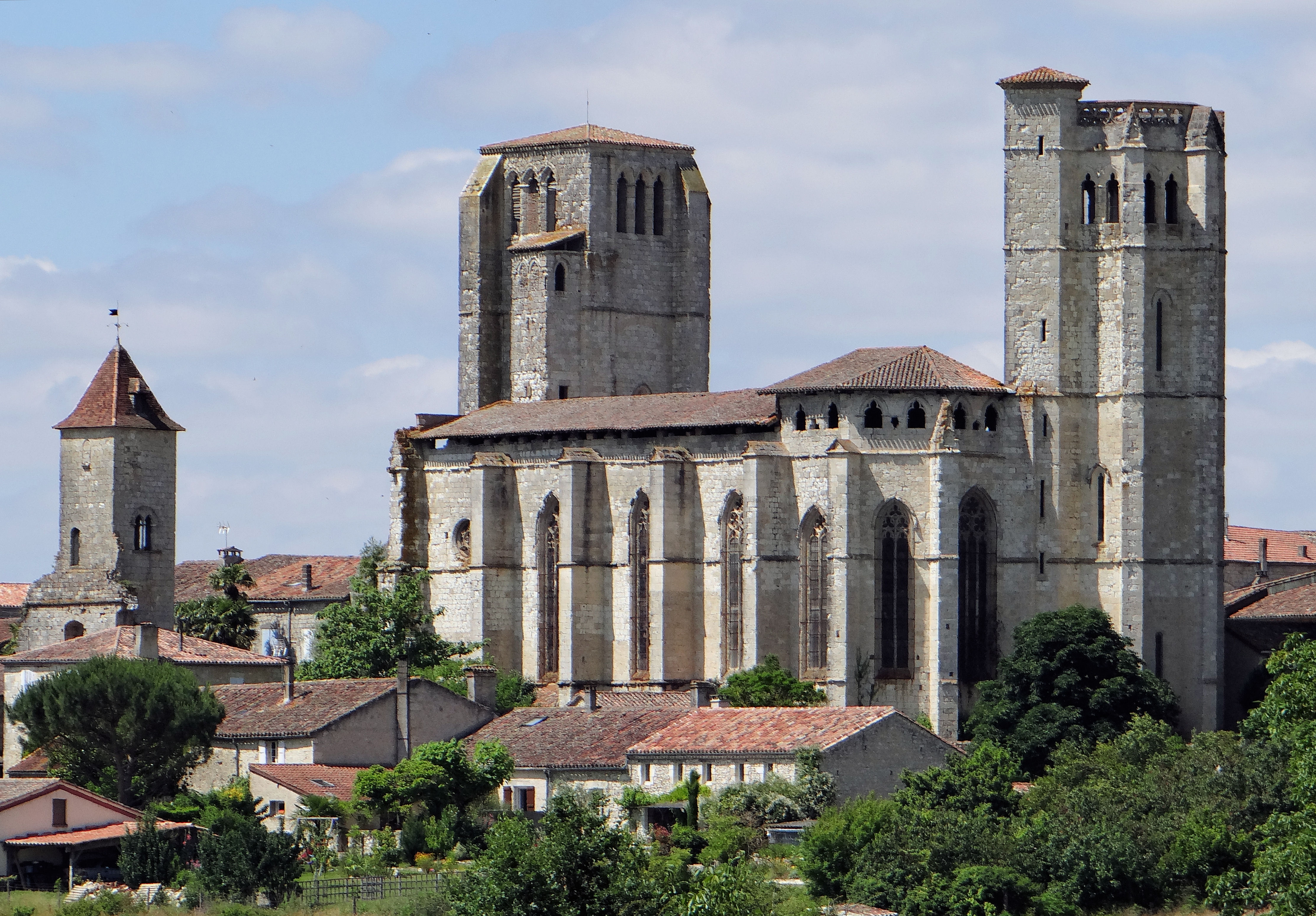
Vista del pueblo, con la colegiata
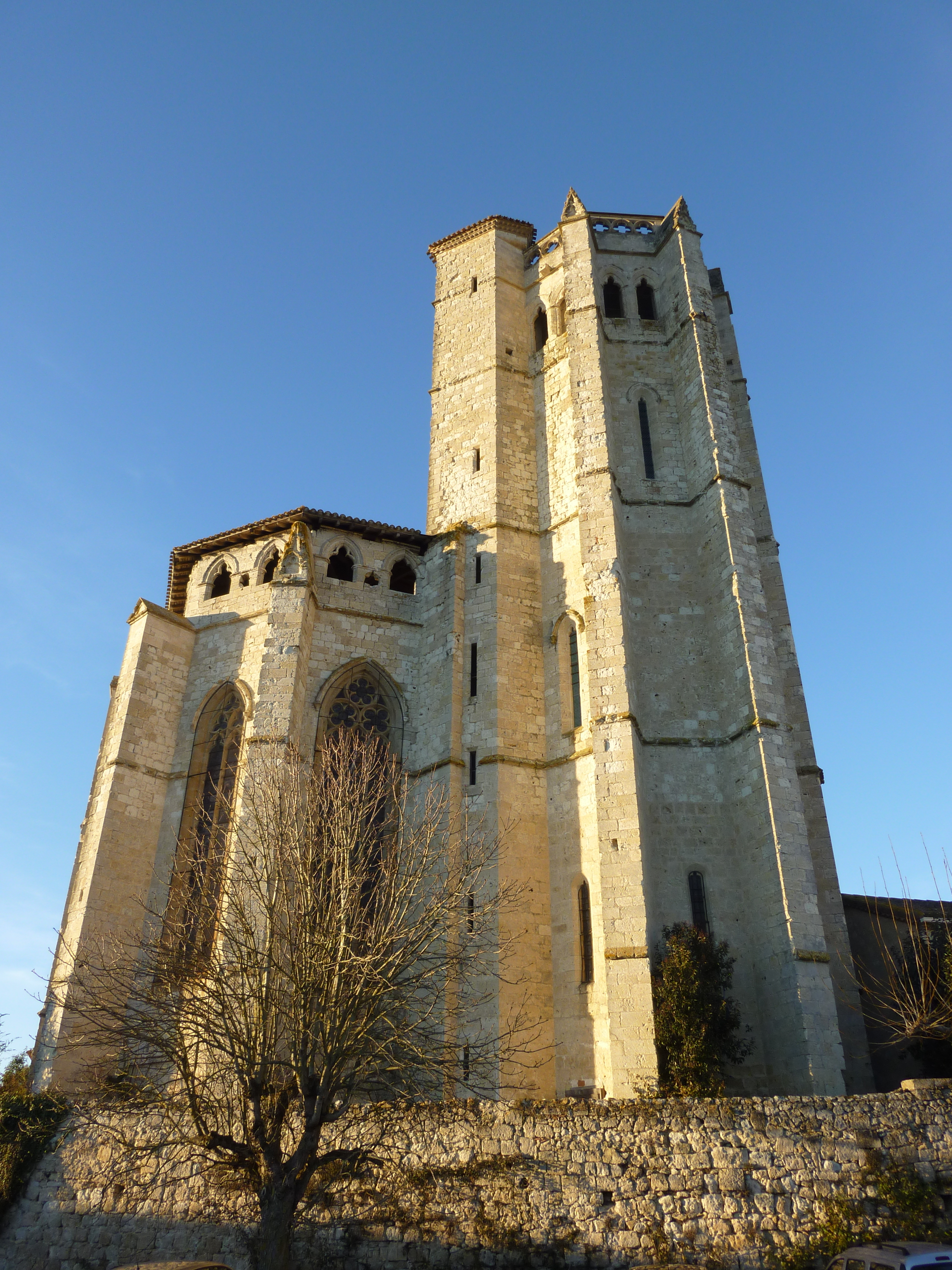
Torre oriental  y cabecera
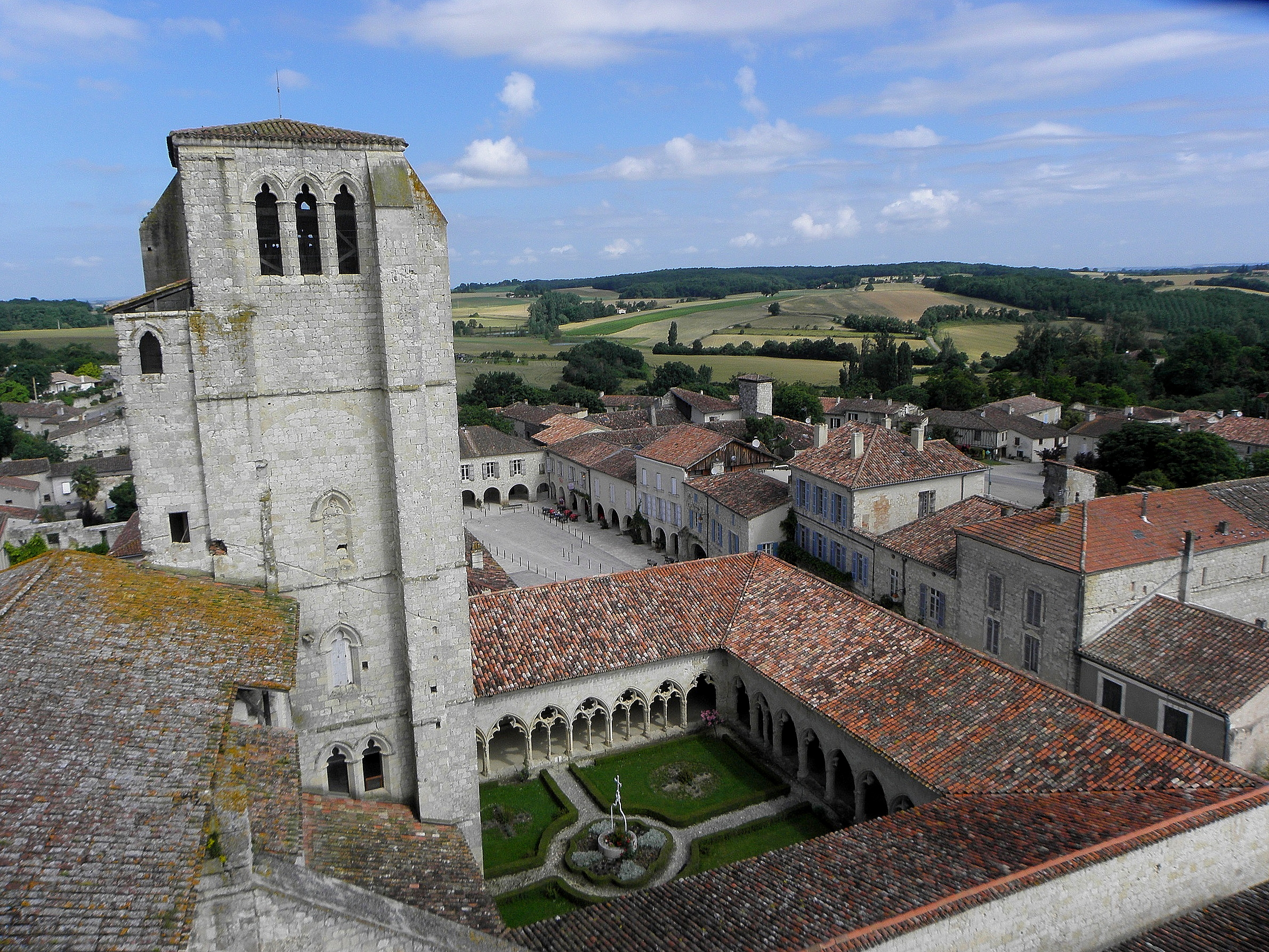
El conjunto desde la torre

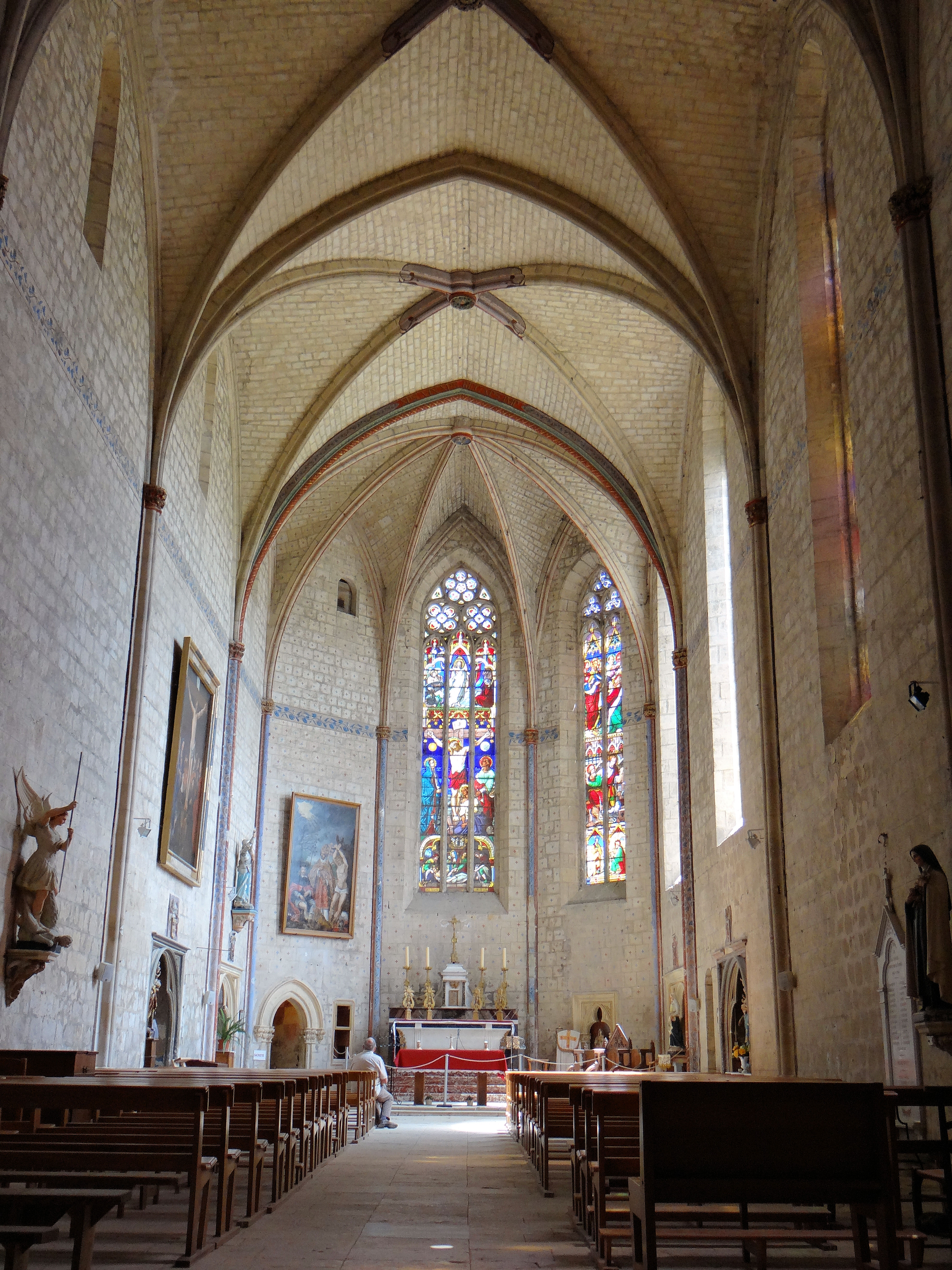
Nave
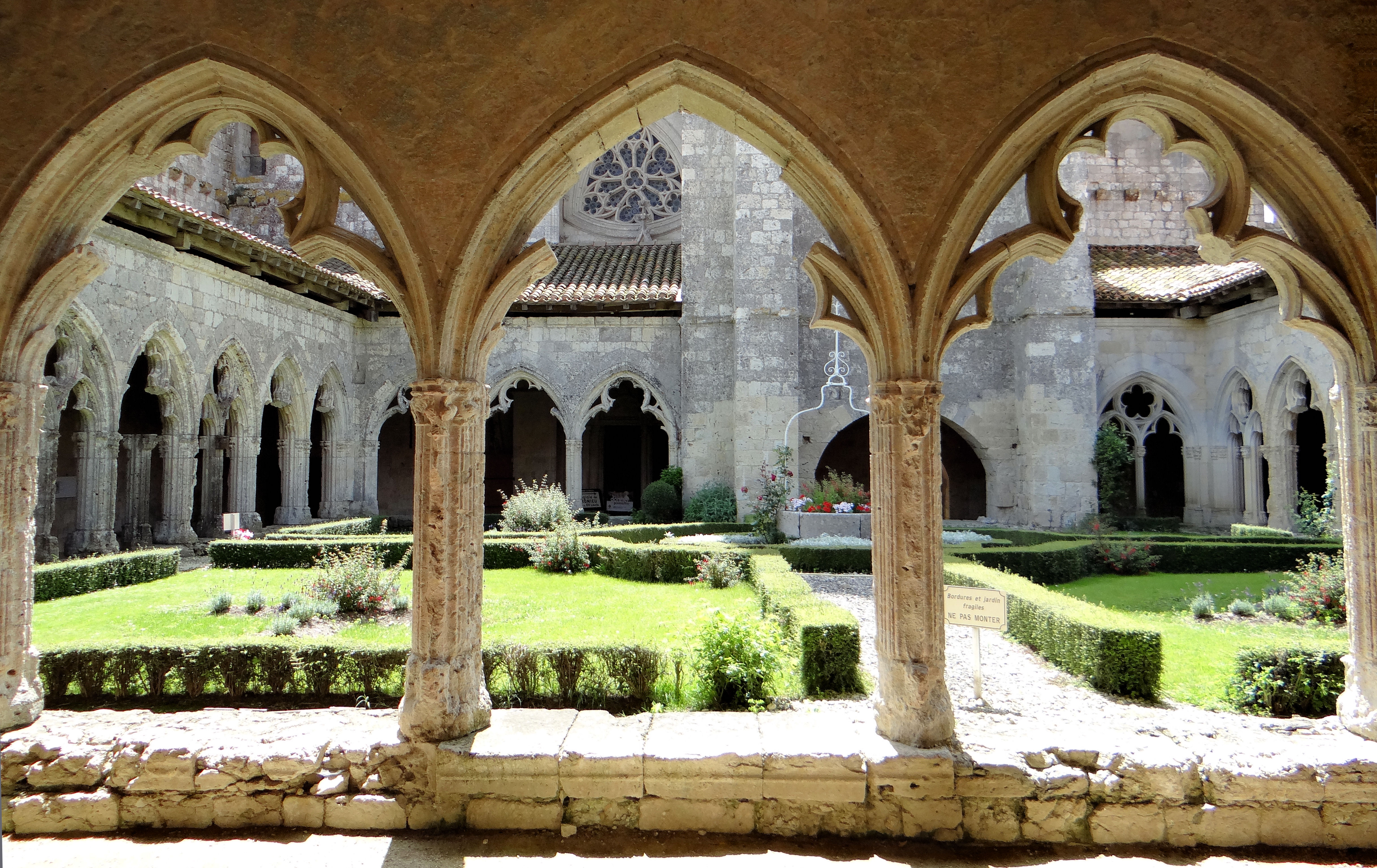
Claustro
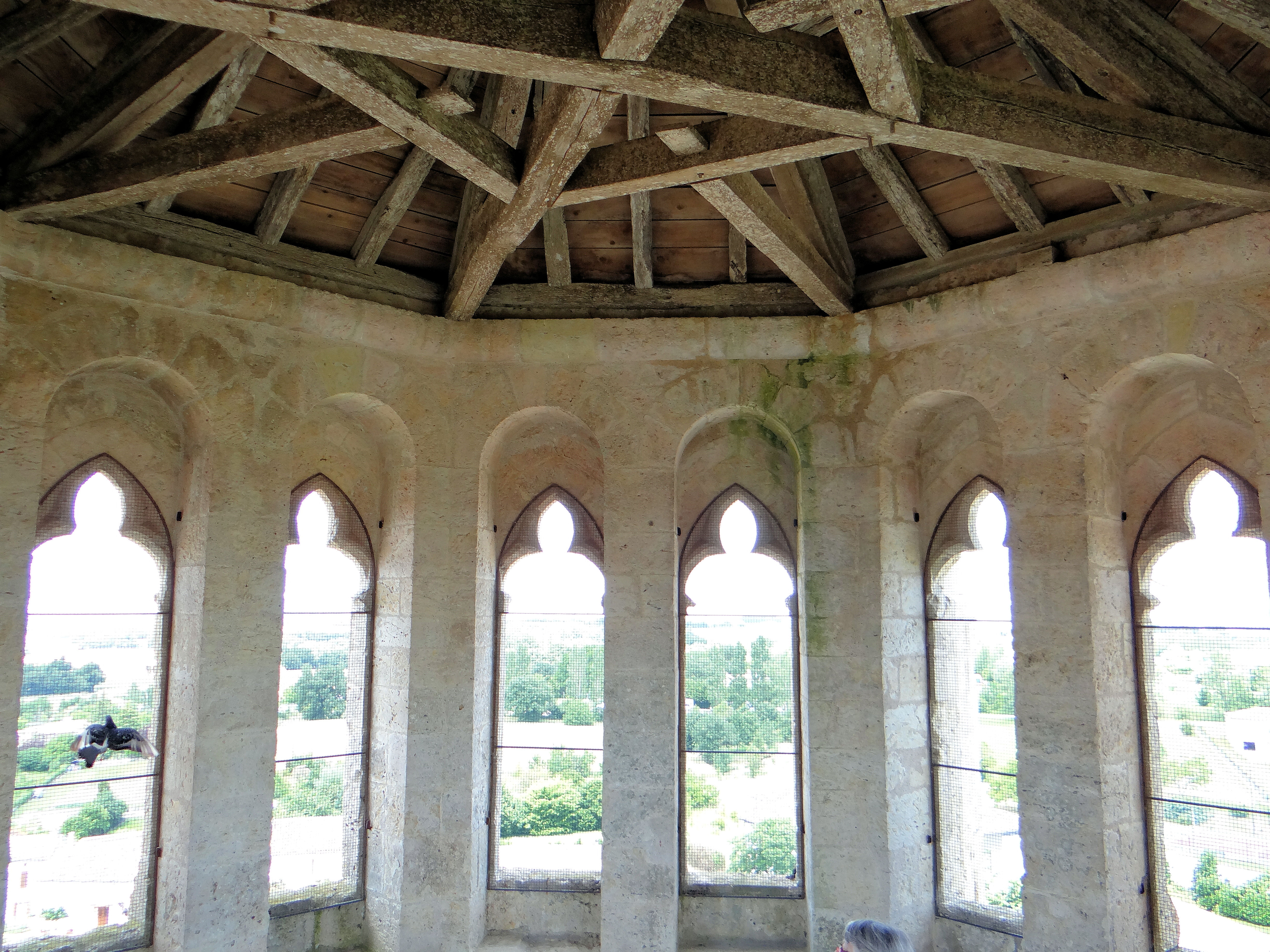
Belvedere en la última planta  de la torre oriental
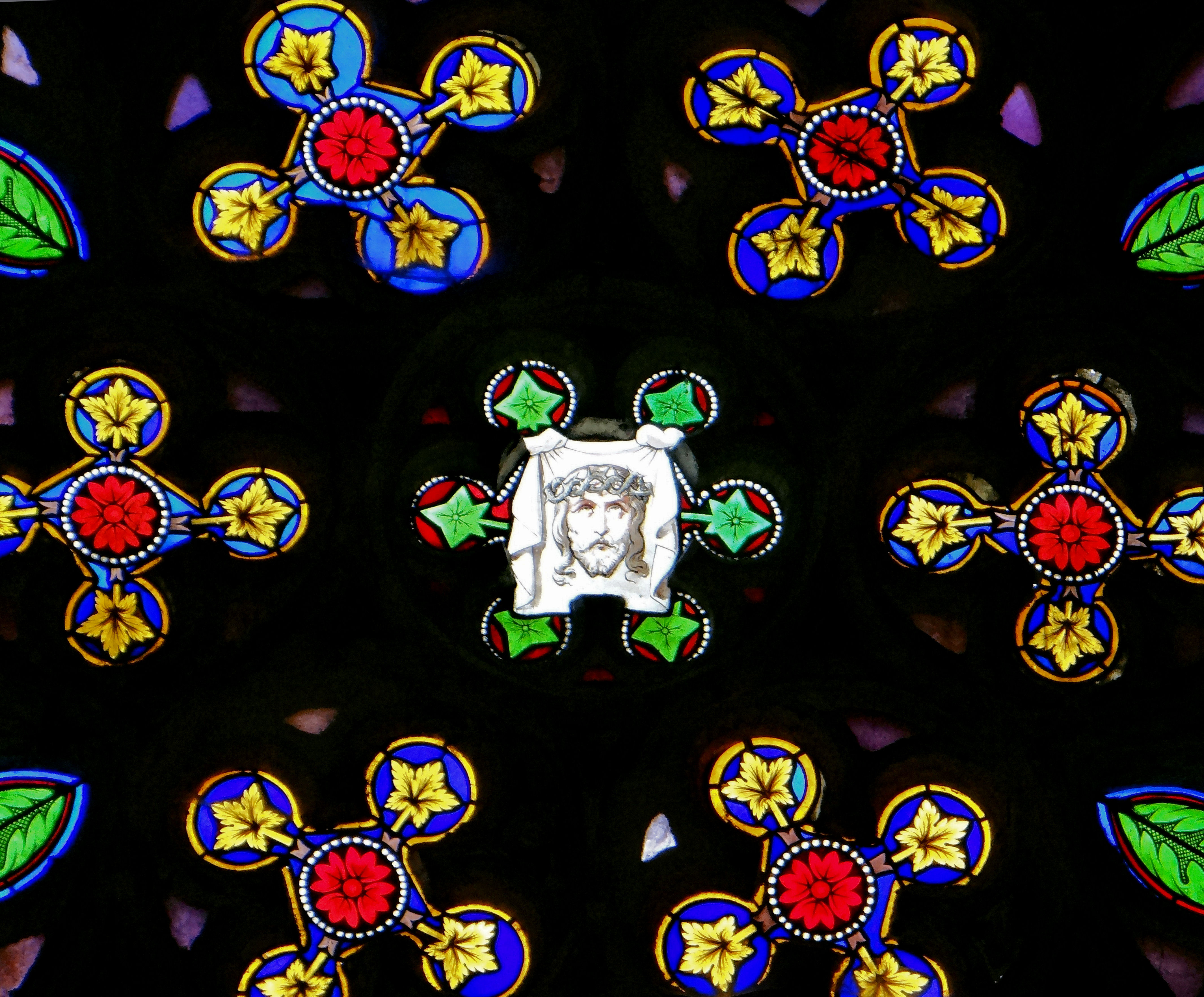
Detalle del rosetón occidental
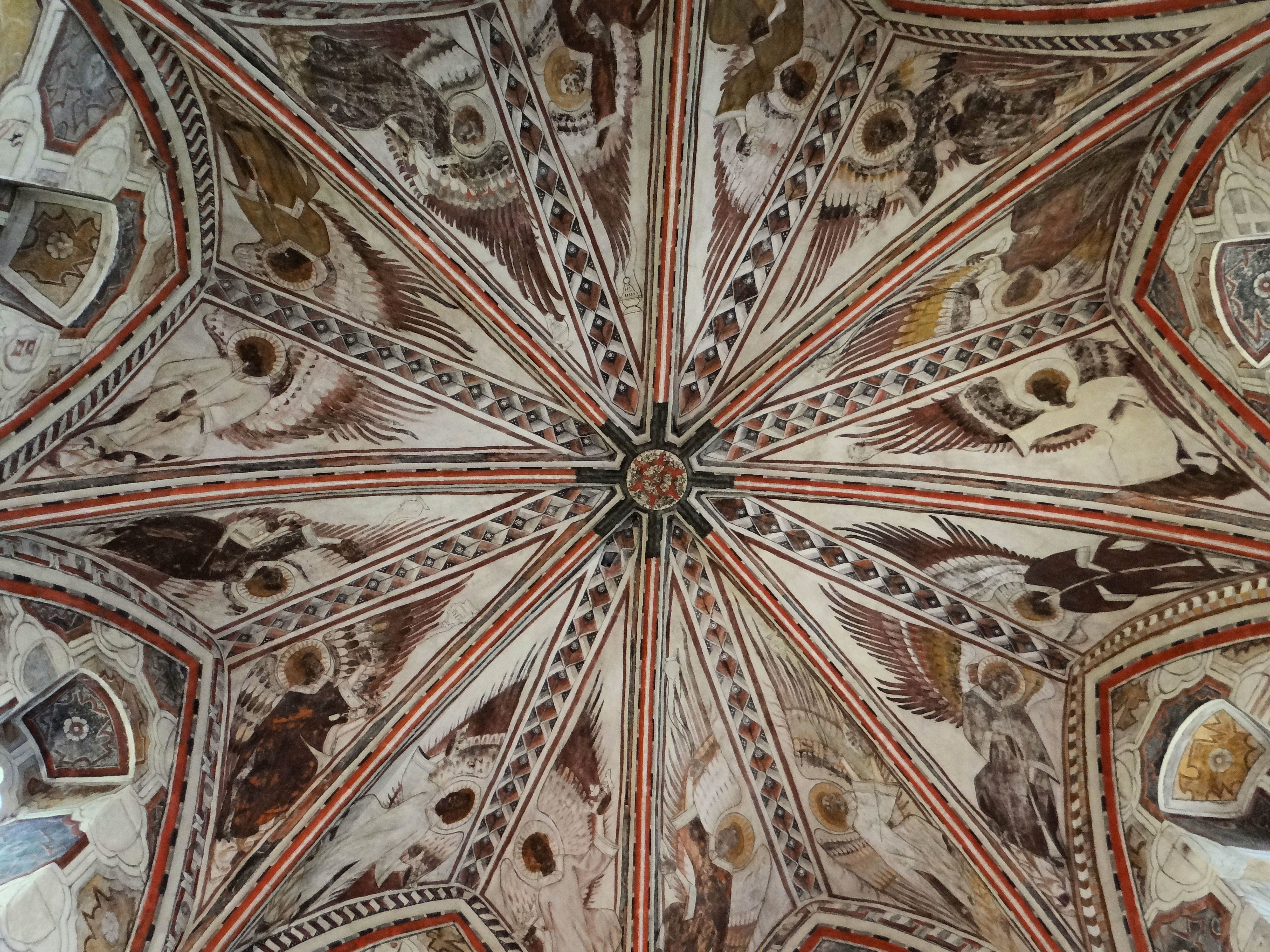
Bóveda de la sacristía